# .sd
.sd е интернет домейн от първо ниво за Судан. Представен е през 1997 г. Администрира се от интернет общество на Судан.

## Домейни от второ ниво
- Com.sd
- Net.sd
- Org.sd
- Edu.sd
- Med.sd
- Tv.sd
- Gov.sd
- Info.sd